# 張天瑞
張天瑞（1451年—1504年），字文祥，號雲坪，山東清平縣（今臨清市）胡劉庄（今称胡里庄）人。明朝政治人物。成化辛丑探花。官至左庶子。

## 生平
張天瑞於成化十三年（1477年）考中丁酉科舉人，成化十七年（1481年）中辛丑科一甲第三名進士（探花）。授翰林院编修，歷任侍講學士，官至左春坊左庶子。与修《资治通鉴纂要》。弘治十七年（1504年）八月卒。特賜諭祭。

## 著作
著有《雲坪集》四卷、《經筵講義》一卷、《東宮講章》一卷及《雲坪遺詩》一卷。曾主修《張氏族譜》。

## 家族
曾祖張得祿，祖父張明善，父張浩。